# Bi Feiyu
Bi Feiyu, né en 1964 Xianghua dans la province du Jiangsu, est un journaliste et écrivain chinois. 
Diplômé de l'université de Nankin, il a publié plusieurs romans dramatiques. Il vit à Nankin.
Il a écrit le scénario du film Shanghai Triad, d'après un roman de Li Xiao, Mengui, avant d'en faire un roman, Shanghai wanshi.

## Prix, récompenses et distinctions
- 2010 : Prix Ignatius J. Reilly pour La Plaine
- 2011 : prix Mao Dun de littérature pour Les Aveugles